# Druhá vláda Petra Pitharta
Druhá vláda Petra Pitharta v rámci České republiky působila v období od 29. června 1990 do 2. července 1992. Jednalo se o první vládu vzešlou ze svobodných voleb v červnu 1990 po období komunistické totality. V České národní radě získala důvěru 146 poslanců, nikdo nebyl proti a 34 poslanců se zdrželo. Petr Pithart byl premiérem již od 6. února 1990 a vedl předchozí vládu až do jmenování nové.
10 ministrů delegovalo Občanské fórum (OF), Křesťanská a demokratická unie (KDU) měla zpočátku dva zástupce (místopředsedu vlády Antonína Baudyše a ministra stavebnictví Ludvíka Motyčku), po zrušení ministerstva stavebnictví jen místopředsedu. Jednoho ministra (Bohumil Tichý - ministerstvo kontroly) mělo Hnutí za samosprávnou demokracii – Společnost pro Moravu a Slezsko (HSD-SMS).
Později došlo k vyčlenění ODS, ODA a OH z OF. Z koalice KDU se naopak vyčlenila KDS. ČSL (rovněž v rámci KDU) přetvořila stranu na KDU-ČSL.

## Seznam členů vlády
| Úřad                                                                                               | Člen vlády       | Člen vlády     | Subjekt | Subjekt              | Nástup do úřadu    | Odchod z úřadu     |
| -------------------------------------------------------------------------------------------------- | ---------------- | -------------- | ------- | -------------------- | ------------------ | ------------------ |
| Předseda vlády                                                                                     | Petr Pithart     |                |         | OH (dříve OF)        | 29. června 1990    | 2. července 1992   |
| 1. místopředseda vlády                                                                             | Antonín Baudyš   |                |         | ČSL                  | 29. června 1990    | 2. července 1992   |
| Místopředseda vlády                                                                                | Milan Lukeš      |                |         | OH (dříve OF)        | 29. června 1990    | 2. července 1992   |
| Místopředseda vlády (do května 1991 předseda České komise pro plánování a vědeckotechnický rozvoj) | František Vlasák |                |         | OF                   | 29. června 1990    | 31. května 1991    |
| Místopředseda vlády (do května 1991 předseda České komise pro plánování a vědeckotechnický rozvoj) | Jan Stráský      |                |         | ODS                  | 1. června 1991     | 2. července 1992   |
| Ministr vnitra                                                                                     | Tomáš Hradílek   | Tomáš Hradílek |         | OF                   | 29. června 1990    | 15. listopadu 1990 |
| Ministr vnitra                                                                                     | Tomáš Sokol      | Tomáš Sokol    |         | OH (dříve OF)        | 27. listopadu 1990 | 2. července 1992   |
| Ministr práce a sociálních věcí                                                                    | Milan Horálek    |                |         | OH (dříve OF)        | 29. června 1990    | 2. července 1992   |
| Ministr zdravotnictví                                                                              | Martin Bojar     |                |         | OH (dříve OF)        | 29. června 1990    | 2. července 1992   |
| Ministr financí                                                                                    | Karel Špaček     |                |         | OH (dříve OF)        | 29. června 1990    | 2. července 1992   |
| Ministryně obchodu a cestovního ruchu                                                              | Vlasta Štěpová   |                |         | OH (dříve OF)        | 29. června 1990    | 2. července 1992   |
| Ministr spravedlnosti                                                                              | Leon Richter     |                |         | OH (dříve nestraník) | 29. června 1990    | 8. ledna 1992      |
| Ministr spravedlnosti                                                                              | Jiří Novák       |                |         | ODS                  | 24. ledna 1992     | 2. července 1992   |
| Ministr kultury                                                                                    | Milan Uhde       | Milan Uhde     |         | ODS (dříve OF)       | 29. června 1990    | 2. července 1992   |
| Ministr průmyslu                                                                                   | Jan Vrba         |                |         | OH (dříve nestraník) | 29. června 1990    | 2. července 1992   |
| Ministr zemědělství a výživy od 7/1990 Ministr zemědělství                                         | Bohumil Kubát    |                |         | ODA (dříve OF)       | 29. června 1990    | 2. července 1992   |
| Ministr školství, mládeže a tělovýchovy                                                            | Petr Vopěnka     | Petr Vopěnka   |         | KDS                  | 29. června 1990    | 2. července 1992   |
| Ministr výstavby a stavebnictví                                                                    | Ludvík Motyčka   |                |         | ČSL                  | 29. června 1990    | 2. července 1992   |
| Ministr státní kontroly do 7/1990 Předseda výboru lidové kontroly                                  | Bohumil Tichý    |                |         | HSD-SMS              | 29. června 1990    | 20. června 1991    |
| Ministr státní kontroly do 7/1990 Předseda výboru lidové kontroly                                  | Igor Němec       |                |         | ODS                  | 20. června 1991    | 2. července 1992   |
| Ministr životního prostředí                                                                        | Bedřich Moldan   | Bedřich Moldan |         | OF                   | 29. června 1990    | 24. ledna 1991     |
| Ministr životního prostředí                                                                        | Ivan Dejmal      | Ivan Dejmal    |         | KDS                  | 20. února 1991     | 2. července 1992   |
| Ministr strojírenství a elektrotechniky do 7/1990 Ministr bez portfeje                             | Miroslav Grégr   | Miroslav Grégr |         | nestr. za OF         | 29. června 1990    | 31. prosince 1990  |
| Ministr pro správu národního majetku a jeho privatizaci do 7/1990 Ministr bez portfeje             | Tomáš Ježek      | Tomáš Ježek    |         | ODA (dříve OF)       | 29. června 1990    | 2. července 1992   |
| Ministr pro hospodářskou politiku a rozvoj do 7/1990 Ministr bez portfeje                          | Karel Dyba       |                |         | ODS (dříve OF)       | 29. června 1990    | 2. července 1992   |
| Ministr bez portfeje                                                                               | Jaroslav Šabata  |                |         | OH (dříve OF)        | 29. června 1990    | 2. července 1992   |